# Het Sprengel
Het Sprengel is een rijksmonument bij Langestraat 2 in Amersfoort in de Nederlandse provincie Utrecht.
Het Sprengel staat op een brug over de Singelgracht. De brug heeft sluitstenen en cartouche met daarop het jaartal 1616. Deze brug wordt bekroond door twee gesmede ijzeren bogen in de vorm van een S. Deze S in de 'kettingvorm' werd gesmeed op aandrang van de Oudheidkundige Vereniging Flehite in 1916, 3 eeuwen later dan het jaartal op de brug. De sprengel bestaat uit een ketting met een emmer waarmee water kon worden geput uit het water van de Westsingel aan de Langestraat. In de sprengel is een leliemotief verwerkt als verwijzing naar de brouwerij 'De Lelie', die reeds rond 1700 gevestigd was aan de Langegracht 31 te Amersfoort.   
Er bevonden zich vroeger meer sprengels in Amersfoort, vooral aan de oostzijde van de stad waar het schone beekwater van de Veluwe de stad binnenkwam.